# هم‌رسوبی

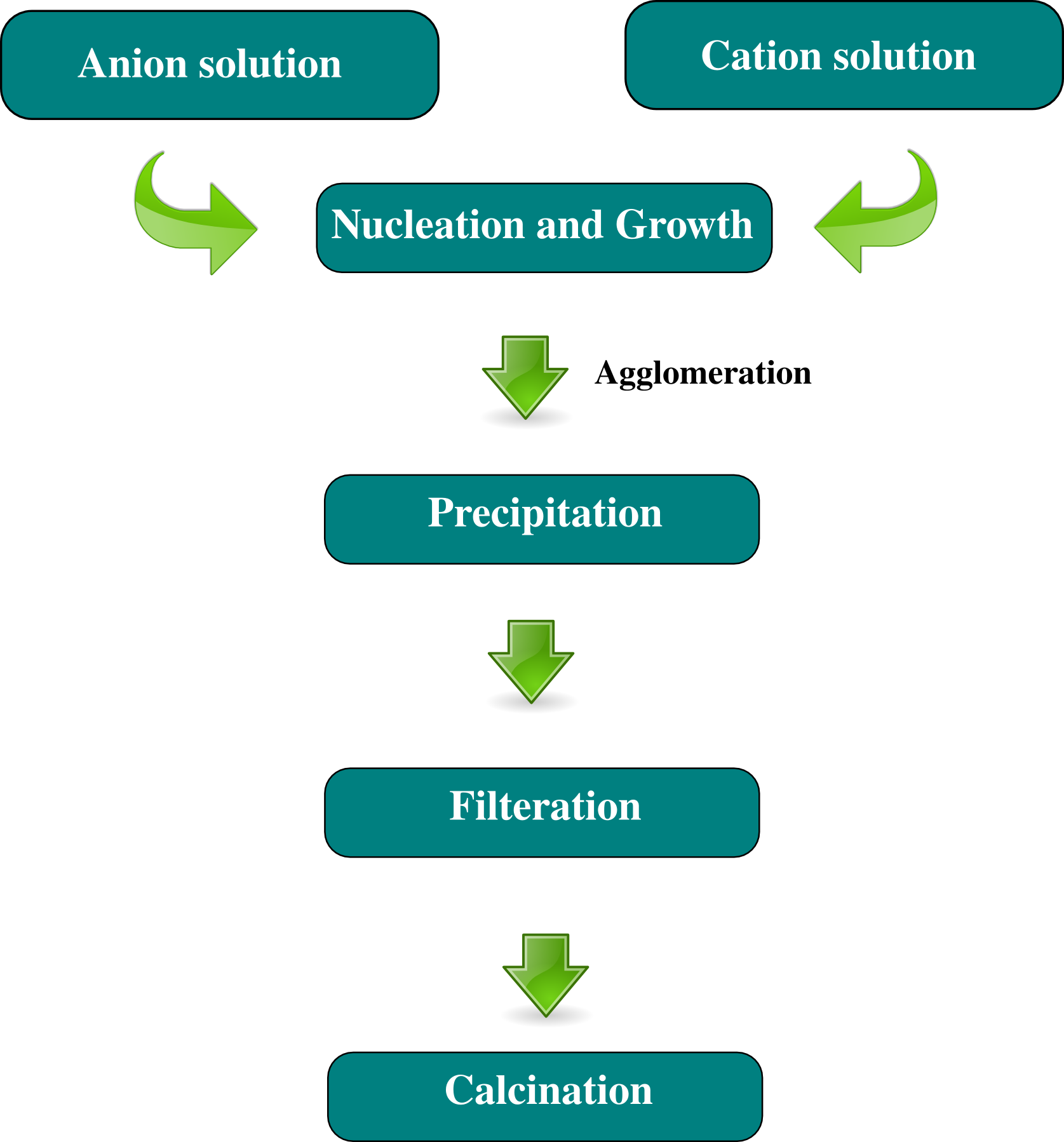
روش هم رسوبی معمول برای سنتز ذرات خرد و نانو

در شیمی هم‌رسوبی (به انگلیسی: coprecipitation) یا co-precipitation به اختصار CPT فرایندی‌است که در آن یک‌ ماده محلول در محیط به یک ساختار نامحلول تبدیل می‌شود. اصول این روش سنتز در بسیاری از روش‌های دیگر سنتز از فاز محلول نیز تکرار می‌شود. به‌طور عمومی، تشکیل محصولات کم‌محلول از فاز آبی اساس این روش است. به‌طور مشابه، در پزشکی، هم‌رسوبی به‌طور خاص رسوب یک «آنتی‌ژن همراه با یک کمپلکس آنتی‌ژن و آنتی‌بادی» غیرقابل اتصال است.
هم‌رسوبی یک موضوع مهم در شیمی تجزیه شیمیایی است، جایی که می‌تواند نامطلوب باشد، اما همچنین می‌تواند مورد بهره‌برداری مفید واقع شود. در تجزیه و گراویمتری، که شامل رسوب آنالیت و اندازه‌گیری جرم آن برای تعیین غلظت یا خلوص آن است، هم‌رسوبی یک مشکل است زیرا ناخالصی‌های نامطلوب اغلب با تجزیه مجدد رسوب می‌کنند و در نتیجه جرم اضافی ایجاد می‌شود. این مشکل را اغلب می‌توان با "digestion" (انتظار برای تعادل رسوب و تشکیل ذرات بزرگتر و خالص تر) یا با حل مجدد نمونه و رسوب مجدد آن، کاهش داد.